# Четверг Нонетот
Четверг Нонетот (англ. Thursday Next, в дословном переводе Следующий Четверг) — героиня серии романов Джаспера Ффорде. Четверг живёт в параллельной Вселенной, где Англия уже более ста лет ведёт Крымскую войну с Россией (которая всё ещё является империей) и Уэльсом (который стал независимой от Англии социалистической республикой). В этом мире большой вес имеют литература и прочие искусства и существуют такие странные спецслужбы, как Хроностража и служба расследования литературных преступлений (литтективы).

## Книги серии
- The Eyre Affair («Дело Джен, или Эйра немилосердия»), 2001.
- Lost in a Good Book («Беги, Четверг, беги, или Жёсткий переплёт»), 2002.
- The Well of Lost Plots («Кладезь Погибших Сюжетов, или Марш генератов»), 2003.
- Something Rotten («Неладно что-то в нашем королевстве, или Гамбит Минотавра»), 2004.
- First Among Sequels («Апокалипсис Нонетот, или Первый среди сиквелов»), 2007.
- One of Our Thursdays is Missing, 2011.
- The Woman Who Died a Lot, 2012.